# Acentroptera pulchella
Acentroptera pulchella là một loài bọ cánh cứng trong họ Chrysomelidae. Loài này được miêu tả khoa học năm 1830 bởi Guérin-Méneville.